# Ceratolobus
Genre
Classification phylogénétique
Espèces de rang inférieur
- Ceratolobus concolor
- Ceratolobus discolor
- Ceratolobus glaucescens
- Ceratolobus kingianus
- Ceratolobus pseudoconcolor
- Ceratolobus subangulatus

Ceratolobus est un genre de plantes de la famille des Arecaceae (Palmiers) qui comprend des espèces natives de l'Asie du Sud-Est. Dans le langage usuel, on l'appelle aussi rotin, comme pour d'autres plantes similaires. Ce genre est totalement inclus dans genre Calamus,.

## Classification
- Sous-famille des Calamoideae
  - Tribu des Calameae
    - Sous-tribu des Calamineae

Cette sous-tribu ne comprend actuellement qu'un seul genre :  Calamus
.
Calamus, ayant été élargi pour inclure Ceratolobus, Daemonorops, Pogonotium et Retispatha (W.J.Baker & al, 2015; Henderson & Floda, 2015).

## Espèces
- Ceratolobus concolor  (synonyme de Calamus concolor   (Blume) W.J.Baker)
- Ceratolobus discolor  (synonyme de Calamus hallierianus   (Becc. ex K.Heyne) W.J.Baker)
- Ceratolobus glaucescens (synonyme de Calamus glaucescens   (Blume) D.Dietr. )
- Ceratolobus kingianus   (synonyme de Calamus georgei  W.J.Baker)
- Ceratolobus pseudoconcolor   (synonyme de Calamus pseudoconcolor   (J.Dransf.) W.J.Baker)
- Ceratolobus subangulatus    (synonyme de Calamus subangulatus Miq.)